# Смиловичский сельсовет
Смиловичский сельсовет (бел. Смілавіцкі сельсавет) — административная единица на территории Червенского района Минской области Белоруссии.

## История
Создан 20 августа 1924 года в составе Смиловичского района Минского округа БССР. 24 сентября 1926 года был упразднён. 27 сентября 1938 года восстановлен в составе Руденского района Минской области. 16 июля 1954 года в состав сельсовета вошла территория упразднённого Корзуновского сельсовета. 20 января 1960 года район упразднён, сельсовет был включён в Червенский район.
30 октября 2009 года в состав сельсовета вошли деревни Лисицы и Смоленка, исключённые из Клинокского сельсовета, а населённые пункты Городище, Криница, Турец, Чесловое вошли в состав Клинокского сельсовета.
19 августа 2014 года в состав сельсовета вошли Смиловичи и Журавковичи, упразднённого Смиловичского поселкового совета.
20 марта 2018 года была упразднена (включена в черту Смиловичей) деревня Журавковичи.

## Состав
Смиловичский сельсовет включает 18 населённых пунктов:
- Адынь — деревня.
- Верхлес — деревня.
- Выжары — деревня.
- Гудовичи — деревня.
- Дукорщина — деревня.
- Загорье — деревня.
- Заполье — агрогородок.
- Корзуны — деревня.
- Красевичи — деревня.
- Кулики — деревня.
- Лисицы — деревня.
- Подгорье — деревня.
- Смиловичи — городской посёлок
- Смогоровка — деревня.
- Смоленка — деревня.
- Снежки — деревня.
- Старино — деревня.
- Шестиснопы — деревня.